# Championnat des îles Féroé de football 2018
Navigation
Saison précédente Saison suivante
La saison 2018 du Championnat des îles Féroé de football est la soixante-seizième édition de la première division féroïenne, pour des raisons de parrainage le championnat a été renommé en Betrideildin à la suite du parrainage de la Betri Banki. Les dix clubs participants au championnat affrontent à trois reprises les neuf autres, soit un total de 27 matchs. En fin de saison, les deux derniers du classement sont relégués et remplacés par les deux meilleurs clubs de 1. deild, la deuxième division féroïenne.
Le tenant du titre est le Víkingur Gøta, cette saison  seul le club d'AB Argir a été promu en Betrideildin, les autres clubs de deuxième division étant des équipes réserves.
Le HB Tórshavn remporte cette saison 2018.

## Qualifications en coupe d'Europe
À l'issue de la saison, le champion se qualifie pour le 1er tour de qualification de la Ligue des champions 2019-2020.
Alors que le vainqueur de la Løgmanssteypið prend la première des trois places en Ligue Europa 2019-2020, les deux autres places reviennent au deuxième et au troisième du championnat.

## Participants
- EB/Streymur
- B36 Tórshavn
- 07 Vestur
- HB Tórshavn
- AB Argir - Promu de 1. deild
- KÍ Klaksvík
- NSÍ Runavík
- Skála ÍF
- TB/FC Suðuroy/Royn
- Víkingur Gøta

## Compétition
Le classement est établi sur le barème de points classique (victoire à 3 points, match nul à 1, défaite à 0).
Pour départager les égalités, on tient d'abord compte de la différence de buts générale, puis du nombre de buts marqués, puis des confrontations directes et enfin si la qualification ou la relégation est en jeu, les deux équipes jouent une rencontre d'appui sur terrain neutre.

### Classement
| Rang | Équipe             | Pts | J  | G  | N | P  | Bp | Bc | Diff |
| ---- | ------------------ | --- | -- | -- | - | -- | -- | -- | ---- |
| 1    | HB Tórshavn        | 73  | 27 | 24 | 1 | 2  | 58 | 18 | +40  |
| 2    | NSÍ Runavík        | 55  | 27 | 17 | 4 | 6  | 64 | 25 | +39  |
| 3    | B36 TórshavnC      | 53  | 27 | 16 | 5 | 6  | 58 | 33 | +25  |
| 4    | KÍ Klaksvík        | 51  | 27 | 16 | 3 | 8  | 48 | 25 | +23  |
| 5    | Víkingur GøtaT     | 39  | 27 | 11 | 6 | 10 | 39 | 37 | +2   |
| 6    | Skála ÍF           | 29  | 27 | 8  | 5 | 14 | 31 | 42 | -11  |
| 7    | TB/FC Suðuroy/Royn | 28  | 27 | 8  | 4 | 15 | 27 | 42 | -15  |
| 8    | EB/Streymur        | 21  | 27 | 4  | 9 | 14 | 30 | 53 | -23  |
| 9    | AB Argir P         | 18  | 27 | 5  | 3 | 19 | 16 | 55 | -39  |
| 10   | 07 Vestur          | 17  | 27 | 5  | 2 | 20 | 30 | 71 | -41  |

|  | Qualification pour le premier tour de qualification de la Ligue des champions 2019-2020                                                         |
|  | Qualification pour le premier tour de qualification de la Ligue Europa 2019-2020                                                                |
|  | Qualification pour le tour préliminaire de la Ligue Europa 2019-2020                                                                            |
|  | Relégation en 1. deild 2019 |
|  | T : Tenant du titre C : Vainqueur de la Coupe des îles Féroé 2018 S : Vainqueur de la Supercoupe des îles Féroé 2018 P : Promu de 1. deild 2017 |

source : soccerway
- B68 Toftir finissant 4e en 1. deild 2018 et les 2e et 3e étant des équipes réserves, il n'y aura qu'un seul club promu et donc une seule relégation cette saison.

## Bilan de la saison
| Championnat des îles Féroé de football 2018 |                         |
| Champion                                    | HB Tórshavn (23e titre) |
| Coupes et trophées                          |                         |
| Vainqueur de la Coupe des îles Féroé 2018   | B36 Tórshavn            |
| Qualifications continentales                |                         |
| Ligue des champions de l'UEFA 2019-2020     | HB Tórshavn             |
| Ligue Europa 2019-2020                      | B36 Tórshavn            |
| Ligue Europa 2019-2020                      | NSÍ Runavík             |
| Ligue Europa 2019-2020                      | KÍ Klaksvík             |
| Promotions et relégations                   |                         |
| Promus en Betrideildin                      | ÍF Fuglafjørður         |
| Relégués en 1. deild                        | 07 Vestur               |